# Aleksandra Kubicz
Aleksandra Anna Kubicz (de domo Mrozkówna, ur. 19 lutego 1932 w Chorzowie) – polska profesor biochemii, popularyzatorka wiedzy, absolwentka Uniwersytetu Wrocławskiego i prorektor tej uczelni (1981–82 i 1994–95), twórczyni i organizatorka Wrocławskiego Święta Nauki, przekształconego następnie w Dolnośląski Festiwal Nauki (DFN), współzałożycielka European Science Events Association (EUSCEA).
Aleksandra Kubicz szkołę średnią ukończyła w Rybniku. W roku 1950 rozpoczęła dwustopniowe studia w zakresie biologii na Uniwersytecie Wrocławskim. Studia ukończyła w 1955 roku i rozpoczęła pracę naukowo-dydaktyczną, początkowo w Zakładzie Chemii Fizjologicznej Akademii Medycznej we Wrocławiu. W 1960 roku została zatrudniona w nowo powstałej Katedrze Biochemii Uniwersytetu, a od 1972 roku w sformowanym w tymże roku Instytucie Biochemii.
Doktorat uzyskała w 1962 roku, habilitację w 1972, a w 1994 roku otrzymała tytuł naukowy profesora. Od 1960 roku była zatrudniona, jako starszy asystent, a następnie adiunkt (1965), docent (1974) i  profesor nadzwyczajny (1982).
W latach 1990–93 pełniła funkcję zastępcy dyrektora Instytutu Biochemii i Biologii Molekularnej, a w latach 1994–2002 kierownika Zakładu Biochemii Porównawczej, wówczas znajdujących się na Wydziale Nauk Przyrodniczych Uniwersytetu Wrocławskiego. W latach 1975–78 była prodziekanem tego wydziału. Była dwukrotnie prorektorem Uniwersytetu: w latach 1981–82 (ds. dydaktycznych; z tej funkcji podała się do dymisji razem z prorektorami W. Wrzesińskim i F. Połomskim na znak solidarności z odwołanym z przyczyn politycznych rektorem Józefem Łukaszewiczem) oraz 1994–95 (ds. nauki i współpracy z zagranicą). W 1967 roku odbyła staż stypendialny w London Hospital, w roku 1983 była profesorem wizytującym w Purdue University, a w 1989 w National Institute of Health w Bethesda.
W swojej pracy naukowej zajmowała się badaniem struktury i funkcji kwaśnych fosfataz w niższych kręgowcach, a szczególnie podstaw molekularnych heterogenności tych enzymów oraz roli modyfikacji cukrowych różnych białek w fizjologii i patologii. Jej dorobek naukowy obejmuje 70 oryginalnych prac badawczych i kilka artykułów przeglądowych. Jest także autorką książki pt. Tajemnice ewolucji molekularnej (PWN, Warszawa 1999).
Aleksandra Kubicz w latach 1998–2003 zainicjowała oraz zorganizowała Wrocławskie Święto Nauki, które przekształcono później w Dolnośląski Festiwal Nauki. W latach 1998–2001 była jego koordynatorem, gdzie następnie na tej pozycji zastąpiła ją profesor Kazimiera Wilk. Aleksandra Kubicz została później honorowym członkiem rady programowej festiwalu. Działając w ramach DFN, należała także do współzałożycieli European Science Events Association (EUSCEA).
Za dokonania naukowe i dydaktyczne została odznaczona Krzyżem Kawalerskim Orderu Odrodzenia Polski, Medalem Komisji Edukacji Narodowej, Złotym Krzyżem UWr. i okolicznościowym medalem z okazji 300-lecia UWr, a także wyróżniona nagrodami Sekretarza Naukowego PAN (dwukrotnie) i Ministra Edukacji Narodowej. Za swoje działania w dziedzinie popularyzacji wiedzy w 2002 roku otrzymała Nagrodę Kolegium Rektorów Uczelni Wrocławia i Opola, Nagrodę JM Rektora Uniwersytetu Wrocławskiego (dwukrotnie, w 1998 i 1999 roku), w 2001 roku Nagrodę im. Bronisława Filipowicza Polskiego Towarzystwa Biochemicznego, Nagrodę Prezydenta Wrocławia (dwukrotnie, w 1999 i 2009 roku), a także Nagrodę VI Dolnośląskich Prezentacji Edukacyjnych - TARED 2000 i główną nagrodę w Wielkim Konkursie Wrocławskiej Nagrody Allianz 2000 Kultura Nauka i Media.
Mężem Aleksandry Kubicz był profesor medycyny Józef Kubicz za którego wyszła 9 listopada 1955 roku i z którym miała dwoje dzieci: Ziemowita oraz Dominikę. Jej hobby to antyki, muzyka symfoniczna, turystyka oraz pływanie.